# Koninklijke HFC Haarlem
El Koninklijke Haarlemsche Football Club (KHFC Haarlem) és un club de futbol neerlandès de la ciutat de Haarlem.

## Història

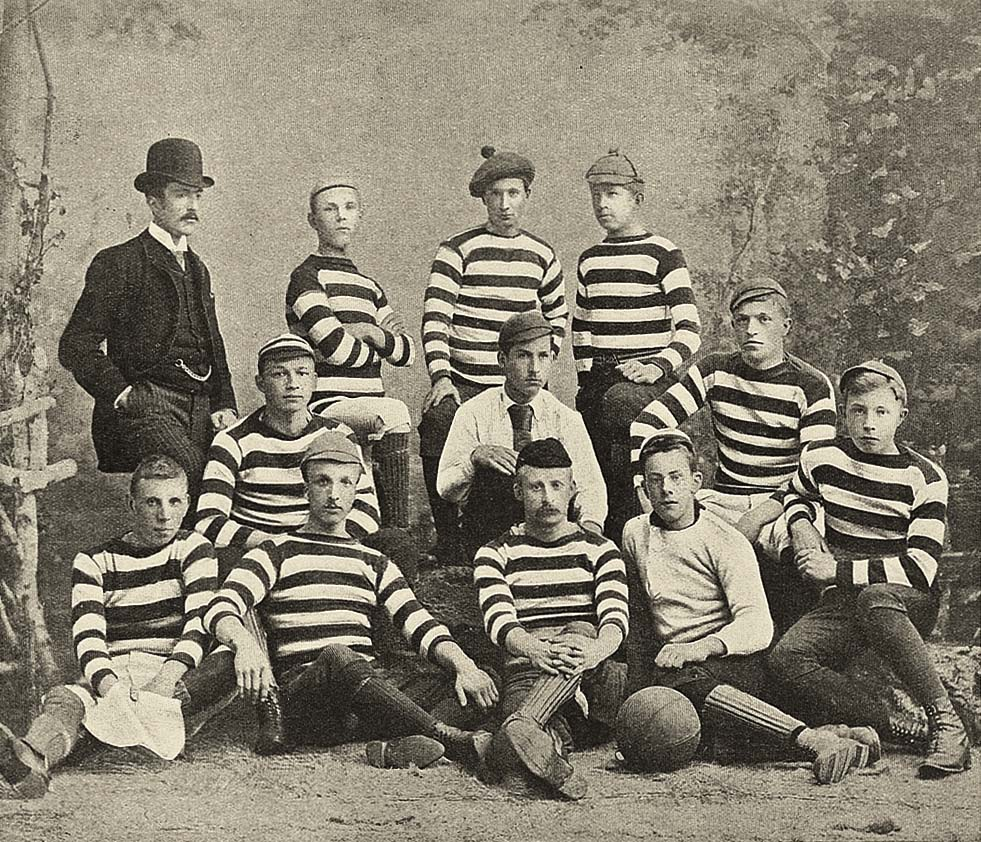
Antiga imatge del club.

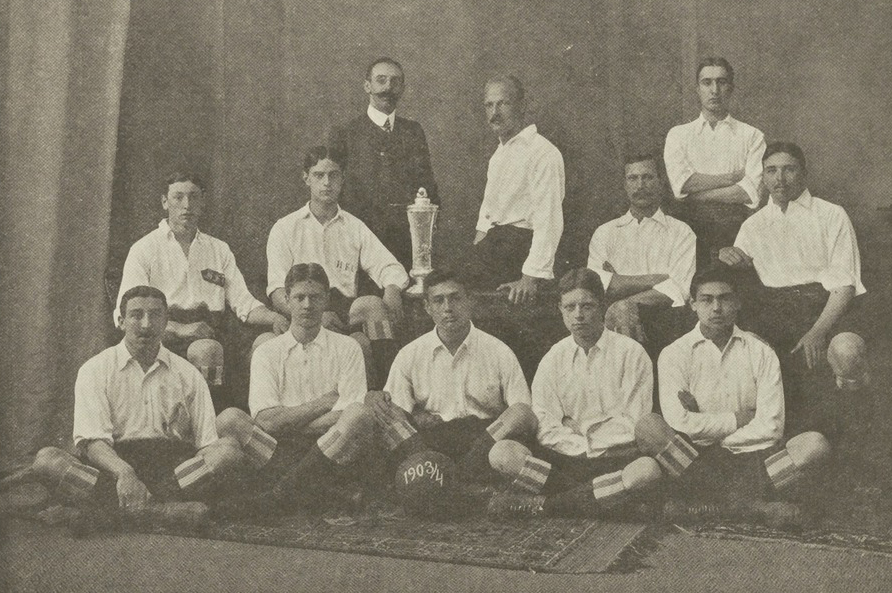
El club el 1903.

És el club de futbol més antic dels Països Baixos, fundat per Pim Mulier el 15 de setembre de 1879. Inicialment practicà el rugbi, però més tard es passà al futbol, jugant el primer partit del país el 1886 entre HFC i Amsterdam Sport.
Fou tres cops campió nacional a finals de segle xix. També fou tres cops campió de copa a inicis de segle xx.
Va rebre el títol de reial (Koninklijk) el 1959.

## Palmarès
- Lliga neerlandesa de futbol: 
  - 1889-90, 1892-93, 1894-95[4]
- Copa neerlandesa de futbol: 
  - 1904, 1913, 1915